# Eddie Salcedo
Eddie Salcedo, né le 1er octobre 2001 à Gênes, est un footballeur italien  qui évolue au poste d'avant-centre à l'OFI Crète.

## Biographie
Eddie Salcedo est né à Gênes, de parents colombiens.

### Carrière

#### En club
Eddie Salcedo commence le football au Polisportiva Merlino à Gênes, avant de rejoindre le Genoa à 10 ans.
Dans les catégories de jeunes du Genoa il forme notamment une attaque redoutable avec un autre jeune prodige du football italien, Pietro Pellegri. Salcedo marque notamment en 2015 un quintuplé avec les moins de 13 ans du Pro Vercelli.
Il fait ses débuts en Serie A avec le club de Gênes le 20 août 2017 contre Sassuolo, à 15 ans dix mois et 20 jours, devenant le sixième plus jeune joueur à débuter dans la compétition.
Après une saison saison 2018-19 en prêt chez l'Inter, il est transféré définitivement dans le club milanais pour 8,60 Millions d'euros le 1er juillet 2019.
En 2019 il est prêté par l'Inter dans son club formateur du Genoa pour deux ans, mais pour la saison 2019-20 ces derniers prêtent eux-mêmes le joueur au Hellas Vérone, où il y retrouve l’entraîneur Ivan Jurić, qui lui avait offert ses débuts professionnels en 2017.
Le 25 septembre 2020, l'Hellas Vérone annonce le prêt pour une saison supplémentaire d'Eddie Salcedo, avec option d'achat

#### En sélection
Eddie Salcedo réalise ses débuts en équipe d'Italie des moins de 19 ans le 16 novembre 2018, lors d'un match amical contre la Hongrie (défaite 2-3). Le 5 décembre 2018, il marque son premier but, en amical face à la Géorgie (défaite 2-1). Il marque un deuxième but le 13 février 2019, contre l'équipe de France, toujours en amical (victoire 2-1).
Le 23 mars 2019, il marque un but contre l'Ukraine, lors des éliminatoires du championnat d'Europe. Il participe ensuite en juillet 2019 à la phase finale du championnat d'Europe organisé en Arménie. Lors de cette compétition, il joue trois matchs. Avec un bilan d'une seule victoire et deux défaites, l'Italie ne dépasse pas le premier tour du tournoi.
Après le championnat d'Europe, il marque deux autres buts, lors de matchs amicaux contre la Slovénie (victoire 2-4) et le Portugal (défaite 4-1).
Le 3 septembre 2020, il joue son premier match avec les espoirs, lors d'une rencontre amicale face à la Slovénie (victoire 2-1).

## Style de jeu
Rapide, dribbleur, technique, créatif, Eddie Salcedo est un footballeur versatile, capable de jouer à tous les postes de l'attaque, même s'il occupe principalement l'aile gauche et le poste d'avant-centre, il est comparé à des joueurs comme Anthony Martial.

## Palmarès

### Club
Inter Milan primavera
- Vice-champion du Championnat Primavera : 2019 (it)